# Sarcophaga macroauriculata
Sarcophaga macroauriculata är en tvåvingeart som beskrevs av Ho 1932. Sarcophaga macroauriculata ingår i släktet Sarcophaga och familjen köttflugor. Inga underarter finns listade i Catalogue of Life.